# Kenneth Alan Ribet
Kenneth Alan "Ken" Ribet es un matemático estadounidense, actualmente profesor de matemáticas en la Universidad de California, Berkeley. Sus intereses en el campo de la matemáticas incluyen teoría de números algebraicos y geometría algebraica.
Es reconocido por haber realizado desarrollos que posibilitaron que Andrew Wiles pudiera demostrar el último teorema de Fermat. Ribet desarrolló la conjetura epsilon, y con ello demostró que el último teorema de Fermat se podría obtener a partir de la  conjetura de Taniyama-Shimura. Y que no era necesaria toda la conjetura, pero que alcanzaba con un caso especial de la misma, el correspondiente a curvas elípticas semiestables. Un teorema  anterior, una alternativa al teorema de Herbrand sobre las propiedades de divisibilidad de los números de Bernoulli, también está relacionado con el último teorema de Fermat.
Durante sus años de estudio en la Far Rockaway High School, formó parte del equipo de competencias matemáticas, pero su área de estudios preferida era la química.
Recibió su título de máster de la Universidad Brown en 1969, y su doctorado de la Universidad de Harvard en 1973.  En 1998, recibió un título de doctor honorario de la Universidad de Brown. En 1997 fue elegido para formar parte de la Academia Estadounidense de las Artes y las Ciencias y de la Academia Nacional de Ciencias de Estados Unidos en el 2000.
- Datos: Q535655
- Multimedia: Kenneth Alan Ribet / Q535655